# Біле золото

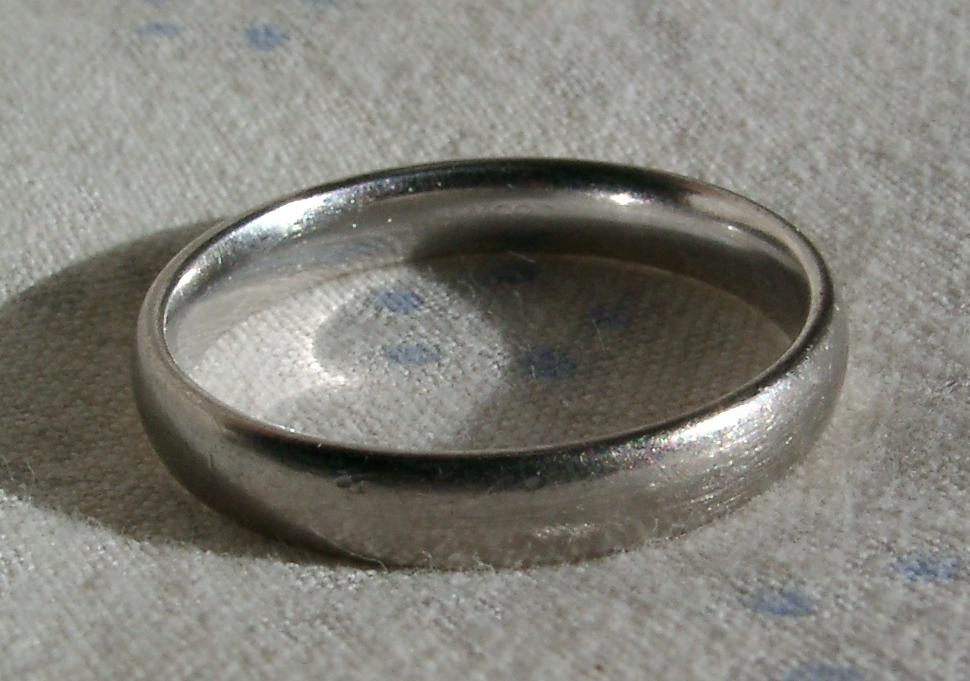
Обручка, виготовлена з білого золота

Біле зо́лото — ювелірний матеріал, сплав золота з іншими компонентами (такими як срібло, палладій, нікель та марганець), котрі надають сплаву білого забарвлення. Проба білого золота повинна бути такою ж, як і в інших ювелірних сплавів золота.
Якщо 1 г звичайного золота 585 проби містить 585 мг чистого золота у сплаві зі сріблом та міддю, то у сплаві білого золота замість міді додається палладій та нікель, які й забарвлюють металевий сплав у білий колір. При більшому процентному співвідношенні срібла сплав також забарвлюється у білий, але більш матовий колір.
Термін «біле золото» використовується  часто в ювелірній галузі стосовно до ювелірних сплавів стандартних проб, що мають білуватий відтінок. Термін «біле» охоплює широкий спектр кольорів, який межує або перекриває блідо-жовте, коричневе тоноване, і навіть дуже блідо-рожеве. Вибілювальна здатність різних металів є різною. Так, достатньо 11% платини, щоб зробити сплав зовсім білим. Паладію для того ж потрібно 22%. Сплави з нікелем і цинком містять мінімум 10% нікелю і 5% цинку. Мідь може бути додана, щоб збільшити пластичність. Міцність золото-нікель-мідних сплавів обумовлюється утворенням двох фаз, багатих золотом Au-Cu, і багатих нікелем Ni-Cu, і отримується в результаті зміцнення матеріалу.
В Україні процентні співвідношення компонентів ювелірних сплавів, у тому числі й білого золота, регламентує ГОСТ 30649-99. У ювелірній промисловості переважно використовуються сплави систем «золото-паладій-срібло» (марки сплавів: ЗлСрПд 585-255-160, ЗлСрПд 750-100-150) і «золото-нікель-мідь-цинк» (ЗлНЦМ 585-12,5-4, ЗлНЦМ 750-7,5-2,5) . Паладій і нікель діють як первинні агенти відбілювання на золото; цинк діє як вторинний відбілювач для ослаблення кольору міді.
Властивості білого золота варіюються залежно від металів та застосованих пропорцій. У результаті білі сплави золота можуть бути використані для різних цілей; в той час як сплав з нікелем є твердим та міцним, і тому придатний для виготовлення перснів та шпильок, то золото-паладієвий сплав є м'яким, податливим і добрий для змішування з іншими металами, такими як мідь, срібло, платина як для отримання стандартних проб, так і для зміцнення.
Приблизно в однієї людини із восьми спостерігається алергія на нікель у формі контактного дерматиту. З 20 січня 2000 року у країнах Європейського союзу діє закон, що обмежує вміст нікелю у ювелірних виробах, у білому золоті його використання є забороненим. Через це ширшого використання набули сплави золота із паладієм .
В основному біле золото (найчастіше 750 проби) використовують для виготовлення прикрас з діамантами і чорним перлами. Для надання металу чистого білого блиску його покривають гальванічним способом родієм.
Іноді білим золотом називають електрум (електр), природний (самородний) сплав золота (від 16 до 69 %) зі сріблом.
У переносному значенні «білим золотом» називають бавовну.